# Simpsoniet
Het mineraal simpsoniet is een aluminium-tantaal-niobium oxide met de chemische formule Al4(Ta,Nb)3O13(OH).

## Eigenschappen
Het bruingele, lichtbruine, lichtgele, witte tot kleurloze simpsoniet heeft een witte streepkleur en een glas- tot adamantienglans. Simpsoniet splijt niet, heeft een gemiddelde dichtheid rond 6,5 en de hardheid is 7 - 7,5. Het kristalstelsel is trigonaal en het mineraal is niet radioactief. Simpsoniet vertoont lichtblauwe tot lichtgelefluorescentie. Onder de petrografische microscoop vertoont simpsoniet een zeer hoog optisch relief. Simpsoniet wordt meestal samen gevonden met de volgende mineralen: tantaliet, manganotantaliet, microliet, tapioliet, beril, spodumeen, montebrasiet, polluciet, petaliet, eucryptiet, toermalijn, muskoviet en kwarts.

## Geschiedenis
Het mineraal simpsoniet is genoemd naar de Australische mineraloog Edward Sidney Simpson (1875-1939). Simpson was mineraloog in dienst van de lokale overheid van de Australische deelstaat West-Australië en was als chemicus verbonden aan de geologische dienst van West-Australië.
De Simpsonwoestijn in centraal-Australië is eveneens vernoemd naar Edward Sidney Simpson.
De naam werd in 1938 ingevoerd door Harry Bowley.

## Voorkomen
De typelocatie van simpsoniet is Tabba Tabba in de Australische deelstaat West-Australië. Daarnaast is simpsoniet gevonden op andere plaatsen in Australië, in Brazilië, Canada, Kazachstan, Rusland, Congo-Kinshasa en Zimbabwe. Quasi alle bekende vindplaatsen worden ontgonnen voor hun ertsen.
Simpsoniet is een accessorisch mineraal in tantaalrijke granitische pegmatieten.